# Никон (Рождественский)
Архиепи́скоп Ни́кон (в миру Никола́й Ива́нович Рожде́ственский; 4 апреля 1851, село Чашниково, Московский уезд, Московская губерния — 12 января 1919, Троице-Сергиева лавра) — епископ Православной Российской церкви, Вологодский и Тотемский (1906—1912); богослов, публицист; политический и государственный деятель Российской империи.

## Биография
Родился в селе Чашниково Московского уезда Московской губернии в многодетной семье сельского дьячка. С детства он был приобщён к церковной жизни, рано начал читать христианскую литературу — Библию, жития святых и другие книги.

Мы, старики, учились именно по старине: букварь, Часослов, псалтырь Царя Давида. Что до того, что детский ум мало понимал смысл священных слов: ребёнку довольно и того, что он обогащает запас памяти. С возрастом у него весь этот запас осветится и смыслом тех или иных выражений и слов. А пока важно и то, что в его душе закладывается прочный фундамент для тех церковных настроений, какими он будет жить потом в сознательной жизни. Помню себя на руках моего родителя, когда он, после долгих моих просьб, принёс, наконец, из церкви Часослов: как же я рад был этой книге, как целовал ея кожаный переплёт, ея красные строки!.. Тут же, сидя на руках у отца, я дал обещание становиться на клирос, учиться петь, а потом и читать в церкви… Сколько радости, сколько счастья — стать на клиросе, подпевать отцу, а когда усвоишь навык к чтению — прочитать «Ныне отпущаеши», а потом и шестопсалмие… Знают ли нынешние дети это счастье?

В возрасте пяти лет Николай ослеп на один глаз, но это не помешало ему выучиться грамоте и закончить церковно-приходскую школу. Затем он поступил в Московское Заиконоспасское духовное училище, где считался лучшим учеником. Во время обучения в училище он в числе прочего занимался сочинительством, писал стихи, издавал журнал.
В 1874 году поступил в Новоиерусалимский монастырь послушником. Когда настоятеля, отца Леонида (Кавелина) перевели в Свято-Троицкую Сергиеву лавру наместником, последовал за ним.
С января 1879 года — в течение последующих 25 лет — был редактором «Троицких листков», религиозно-просветительского издания для народа. В 1900 году за издание «Троицких листков» он был удостоен Макарьевской премии. «Троицкие листки» за 30 лет до 1917 года были изданы тиражом 136 млн экземпляров. Никон основал также такие издания, как «Троицкий цветок», «Троицкая народная библиотека», «Божья нива» и др.
В 1880 году принял постриг с именем Никон; в 1882 году рукоположён во иеродиакона, затем в иеромонаха.
В 1885 году назначен соборным иеромонахом московского Донского монастыря. В том же году была издана его книга «Житие и подвиги преподобного Сергия, игумена Радонежского и всея России чудотворца».
В 1892 году возведён в сан архимандрита; занимал несколько административных постов в лавре, издавал литературу.
6 марта 1904 года император утвердил доклад Святейшего Синода «о бытии казначею Свято-Троицкой Сергиевой лавры архимандриту Никону епископом Муромским, викарием Владимирской епархии». 11 марта того же года в зале заседаний Святейшего Синода состоялось его наречение во епископа, которое совершили: митрополит Санкт-Петербургский Антоний (Вадковский), митрополит Московский Владимир (Богоявленский), митрополит Киевский Флавиан (Городецкий), архиепископ Финляндский Николай (Налимов), архиепископ Казанский Димитрий (Ковальницкий), епископ Тульский Питирим (Окнов). 14 марта в Александро-Невской лавре хиротонисан во епископа Муромского, викария Владимирской епархии. Хиротонию совершили те же архиереи и викарии Санкт-Петербургской епархии.
С 8 ноября того же года епископ Серпуховский, викарий Московской епархии.
Поддерживал знакомство с московскими монархистами: Владимиром Грингмутом, Борисом Никольским и другими; принимал участие в деятельности монархических организаций.
Осуждал революцию 1905 года; вместе с митрополитом Московским Владимиром (Богоявленским) участвовал в открытии 2-го Всероссийского съезда русских людей в Москве 6 апреля 1906 года; писал статьи, обличающие революционеров; обвинял «жидов» и «жидовские газеты» в сознательных издевательствах над религиозными святынями и народной нравственностью.
25 апреля 1906 года был переведён на Вологодскую кафедру, где продолжил правомонархистскую и антиреволюционную деятельность, стал почётным председателем вологодского отдела Союза русского народа.
С 31 января 1907 года член Государственного совета от Святейшего синода; с 1 января 1908 года член Святейшего синода.
Председательствовал на проходившем 5-13 июля 1909 года в Троице-Сергиевой лавре Всероссийском монашеском съезде.
В 1911—1912 годах состоял членом совета Русского собрания.
29 мая 1912 года уволен по болезни от управления епархией, но оставлен членом Святейшего Синода.
В 1913 году возведён в сан архиепископа, 4 апреля назначен председателем новообразованного издательского совета при Святейшем синоде.
В мае 1913 года принимал участие в осуждении русских афонских монахов-имяславцев в Андреевском скиту. Был послан Святейшим синодом на Афон на военном корабле; по его указанию несколько десятков монахов были в итоге выдворены в Россию.
В 1916 году отошёл от активной деятельности, по прошению был уволен с должности председателя издательского совета и сосредоточился на служении в лавре. В конце жизни он издал книгу Сергея Нилуса «Близ есть, при дверех».
Умер 30 декабря 1918 (12 января 1919 года) в Троице-Сергиевой лавре, где и был погребён.
По одной из версий, владыка подвергся нападению «революционной черни», был жестоко изуродован и убит. Это случилось за воротами лавры.
С 2019 года, столетнего юбилея со дня его кончины, провоядтся ежегодные Никоновские конференции и служение панихид на могиле архиепископа Никона в Троице-Сергиевой Лавре на дни его рождения или кончины

## Труды
- Житие и подвиги преподобного и богоносного отца нашего Сергия игумена Радонежского и всея России чудотворца. 1885.
  - Никон (Рождественский). Житие и подвиги преподобного и богоносного отца нашего Сергия, игумена Радонежского и всея России чудотворца / Рис. С. Д. Милорадовича. — 5-е изд., испр. и доп. многими рисунками. — М.: Сергиев Посад, 1904.
  - Сергиев Посад, 2003.
- Где же наше христианство? — Сергиев Посад, 1910.
- Смерть графа Л. Н. Толстого. — Сергиев Посад, 1911.
- Мои дневники. — Вып. 1—7. — Сергиев Посад, 1914—1916:
  - Вып. 1
  - Вып. 2
  - Вып. 3
  - Вып. 4
  - Вып. 4
  - Вып. 6
  - Вып. 7
- Православие и грядущие судьбы России Архивная копия от 8 сентября 2018 на Wayback Machine / сост. о. Ярослав Шипов, ред. О. А. Платонов. — М.: Ин-т рус. цивилизации, 2013. — 640 с. — ISBN 978-5-4261-0058-9.
- Никон (Рождественский), архиеписокоп. На страже духа. Архивная копия от 24 января 2021 на Wayback Machine Серия Письма о духовной жизни. М. Сретенский монастырь. 2007 г. 448с — ISBN 978-5-7533-0134-5.